# Хутір (Березинський район)
Хутір (біл. вёска Хутар) — село в складі Березинського району Мінської області, Білорусь. Село підпорядковане Мачеській сільській раді, розташоване в східній частині області.